# Mục tiêu chiến lược (quân sự)
Mục tiêu chiến lược trong quân sự là mục tiêu được xác định đạt được trong một chiến dịch quân sự hay toàn bộ một cuộc chiến tranh. Mục tiêu chiến lược nằm trong kế hoạch quân sự, là ý định lớn nhất mà một bên theo đuổi trong cuộc chiến, mục tiêu đó có thể là đánh thắng một chiến dịch quyết định hay đạt kết quả chiến thắng chung cuộc toàn bộ cuộc chiến, chiếm được lãnh thổ hoặc phá vỡ quân thù, bao gồm vấn đề tâm lý như ý chí chiến đấu của quân đội, sự phản đối ngoại giao của cộng đồng quốc tế.
Mục tiêu chiến lược trong quân sự cũng phản ánh trong thời gian hòa bình trong việc xây dựng củng cố khả năng quốc phòng của một nước. Bao gồm việc phòng bị trước các mối đe dọa an ninh hoặc tạo cơ sở vững chắc cho quân sự nhằm đe dọa và tấn công nước khác.